# Cinara intermedia
Cinara intermedia är en insektsart som först beskrevs av Pašek 1953.  Cinara intermedia ingår i släktet Cinara och familjen långrörsbladlöss. Inga underarter finns listade i Catalogue of Life.